# Lobsang Dargye
Lobsang Dargye was een Tibetaans geestelijke. Hij was de negenenveertigste Ganden tripa van 1708 tot 1715 en daarmee de hoofdabt van het klooster Ganden en hoogste geestelijke van de gelugtraditie in het Tibetaans boeddhisme.

## Korte biografie
Hij werd geboren in 1662 in Chone in Amdo, het gebied ten noordoosten van het huidige Tibet. Op jonge leeftijd werd hij novice in het Chone-klooster en kreeg de voor het kloosterleven benodigde basisopleiding. Na de primaire monnikswijding volgde hij aan het Shedrub Lingcollege van het klooster onderricht in zang, rituele dansen, mandalatekenen en dergelijke.
Op zijn 20e vertrok hij naar Lhasa en schreef zich in bij het Sera Mey-college van het Sera-klooster. Hier doorliep hij de vijf onderdelen van het Geshe-curriculum. Op zijn 35e, in 1696, ontving hij de volledige monnikswijding.
Daarna schreef Lobsang Dargye zich in bij het Gyuto-college en volgde de vier onderdelen van de tantrastudie volgens de gelugtraditie. 
In 1698, na het succesvol afsluiten van de studie, werd hij benoemd tot zangleider en twee jaar later tot abt van het Gyuto-college. Dit bleef hij gedurende 9 jaar, in welke periode hij aan het college lesgaf. In 1705 werd hij abt van het Shartse-college van het Gandenklooster. In 1708 werd hij benoemd tot Ganden tripa, wat hij waarschijnlijk gedurende de gebruikelijke termijn van zeven jaar bleef. Over de exacte jaartallen is echter enige onduidelijkheid. 
Lobsang Dargye was ook patroon-lama van de leiders van Sang Ngag Khar, Rinchenling en Dagpo Dratsang. Hij voorzag in hun geestelijke behoeften en adviseerde hen bij dharma-projecten en -activiteiten. In 1720 werd hij benoemd tot persoonlijk tutor van de 7e Dalai lama, Kälsang Gyatso, wat hij gedurende vier jaar deed. Tot zijn verdere leerlingen behoorden onder andere Lobsang Chopel (47e Ganden tripa) en Pälden Dragpa (51e Ganden tripa).
In 1723 overleed hij op 62-jarige leeftijd. Ter nagedachtenis werd een zilveren reliekhouder geïnstalleerd in het Namgyel Ling-klooster in   Dagpo.